# Oxyrhachis bulla
Oxyrhachis bulla är en insektsart som beskrevs av Liang och Mckamey 1995. Oxyrhachis bulla ingår i släktet Oxyrhachis och familjen hornstritar. Inga underarter finns listade i Catalogue of Life.